# World Sustainable Energy Days
Die World Sustainable Energy Days (WSED) sind ein internationaler Kongress, der vom Energiesparverband Oberösterreich bereits seit 1992 jährlich Anfang März in Wels/Oberösterreich veranstaltet wird.
Der Kongress dauert durchschnittlich 3 Tage und wird in der Regel von rund 900 Teilnehmern aus 55 – 60 Ländern besucht. Im Mittelpunkt stehen Energieeffizienz, erneuerbare Energieträger und Ökoenergie-Technologien. Die Veranstaltung wird simultan in mehrere Sprachen übersetzt und richtet sich an Experten und Entscheidungsträger aus der ganzen Welt.
Der Kongress bietet eine Kombination mehrerer Fachveranstaltungen, in denen neueste technologische Entwicklungen, herausragende Beispiele und europäische Strategien präsentiert werden. Er bietet weiters eine Gelegenheit für neue Partnerschaften und leistet einen wichtigen Beitrag zur Bewusstseinsbildung und Öffentlichkeitsarbeit.
Parallel zu den World Sustainable Energie Days findet auch jährlich die Energiesparmesse statt, mit über 800 Ausstellern pro Jahr eine der größten Messen Europas im Bereich erneuerbare Energie und Energie-Effizienz.